# Густав Учицкі
Гу́став У́чицкі (нім. Gustav Ucicky, МФА: [uˈtʃitski]; нар. 6 липня 1899, Відень, Австро-Угорщина — пом. 26 квітня 1961, Гамбург, Німеччина) — австрійський кінорежисер, сценарист і оператор; працював також у Німеччині.

## Біографія
Густав Учицкі народився 6 липня 1899 року у Відні. Його мати, 19-річна неодружена уродженка Праги Марія Учицкі, працювала служницею у будинку художника Густава Клімта, якому також іноді позувала. Сам Учицкі згодом заявляв, що є позашлюбним сином художника.
У шкільні роки Учицкі подружився з однолітмом Карлом Гартлем, який жив по-сусідству. Після закінчення школи був учнем графіки у Військово-географічному інституті у Відні. Перші спроби стати кіноактором не увінчалися успіхом. У 1916 році спробував разом з Гартлем влаштуватися на роботу на кінофабрику Sascha-Film (Sascha-Filmstudios AG) австрійського піонера кіно графа Александра (Саші) Коловрата. Гартля прийняли асистентом режисера, Учицкі — асистентом оператора. Будучи також начальником відділу кіно військової прес-служби, граф Коловрат допоміг Учицькому уникнути призову до армії і організував його навчання на кінооператора.

## Творча кар'єра
До 1918 року Густав Учицкі знімав хронікальні сюжети. Після війни працював асистентом оператора і оператором на Sascha-Filmstudios AG, новій студії Коловрата. У 1919 році його призначили оператором режисера-емігранта з Угорщини Міхаеля (Міхая) Кертеша, з 1926 року відомого у США як Майкл Кертіс.
З 1925 року Учицкі працював також у Німеччини. У 1927 році він дебютував як режисер. 31 січня 1928 року після смерті графа Коловрата (3 грудня 1927 року) і його матері (4 січня 1928 року) Учицкі у супроводі Гартля покинув Відень. У Мюнхені він влаштувався на роботу режисером студії «Emelka» (з 1932 року Bavaria Film AG). У 1929 році уклав контракт з УФА в Берліні.
З фільмами «Концерт для флейти в Сан-Сусі» (Das Flötenkonzert von Sanssouci, 1930) і «Йорк» (Yorck, 1931) Учицькому вперше доручили теми, в яких історичний матеріал обачливо поєднувався з актуальними політичними намірами. Тоді як «Людина без імені» (Mensch ohne Namen, 1932) за Бальзаком точно і без всіляких претензій зображував приватну солдатську долю, у «Світанку» (1933) солдатська поведінка зводилася в ранг національного обов'язку. Цей фільм започаткував співпрацю режисера з письменником Герхардом Менцелем, який до 1944 року писав сценарії усіх його пропагандистських фільмів, таких як «Біженці» (Flüchtlinge, 1933), «Дівчина Йоганна» (Das Mädchen Johanna, 1935), «Повернення додому» (Heimkehr, 1941), пригодницьких фільмів з Гансом Альберсом, зокрема «Готель «Савой» 217» (Savoy-Hotel 217, 1936), дія якого відбувається в дореволюційній Москві, і декількох мелодрам.
У 1936 році контракт Густава Учицкі з УФА закінчився. У 1938 році він взяв участь у зйомках пропагандистського фільму НСДАП «Слово і справа» (Wort und Tat), присвяченого аншлюсу Австрії. Влітку 1939 року він повернувся до Відня і працював на Wien-Film GmbH, начальником виробництва якої був Карл Гартль. Великий успіх у глядача мали його фільми «Материнська любов» (Mutterliebe, 1939) і «Поштмейстер» (Der Postmeister, 1940) за «Станційним доглядачем» О. Пушкіна з Генріхом Ґеорге в головній ролі (відзначений Кубком Муссоліні за найкращий іноземний фільм на 8-му Венеціанському кінофестивалі 1940 року).
У 1941 році Учицкі зняв пропагандистський фільм «Повернення додому» (Heimkehr) про дискримінацію етнічних німців в довоєнній Польщі. Потім він поставив низку мелодрам. У 1944 році цензура заборонила його фільм «На краю світу» (Am Ende der Welt).
З 1947 року Густав Учицкі знову працював в Австрії, а з 1952 року в Західній Німеччині.
Помер Густав Учицкі під час підготовки до зйомок фільму «Остання глава» (Das letzte Kapitel) 26 квітня 1961 року в Гамбурзі від апоплексії. Похований на кладовищі Гітцинг у Відні.

## Фільмографія

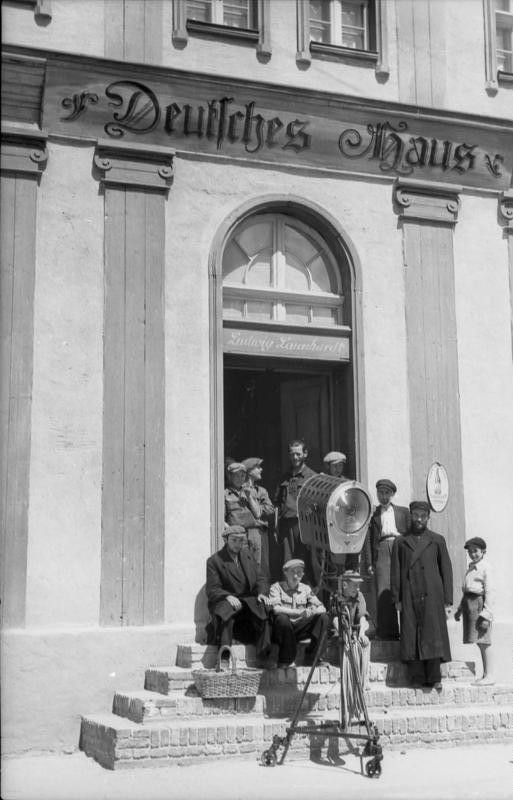
Знімальна група фільму Г. Учицкі Повернення додому (1941)

| Рік  | Назва українською             | Оригінальна назва               | Режисер | Сценарист |
| ---- | ----------------------------- | ------------------------------- | ------- | --------- |
| 1927 | Тінгель Тангель               | Tingel Tangel                   | Так     |           |
| 1927 | Кафе «Електрик»               | Café Elektric                   | Так     |           |
| 1928 | Ділова людина                 | Ein besserer Herr               | Так     |           |
| 1928 | Хоробрість без ризику         | Corazones sin rumbo             | Так     |           |
| 1930 | Фокус-покус                   | Hokuspokus                      | Так     |           |
| 1930 | Концерт для флейти в Сан-Сусі | Das Flötenkonzert von Sanssouci | Так     |           |
| 1931 | Секретна служба               | Im Geheimdienst                 | Так     |           |
| 1931 | Йорк                          | Yorck                           | Так     |           |
| 1932 | Людина без імені              | Un homme sans nom               | Так     |           |
| 1933 | Біженці                       | Flüchtlinge                     | Так     |           |
| 1934 | На краю світу                 | Au bout du monde                | Так     |           |
| 1934 | Молодий барон Нейгауз         | Der junge Baron Neuhaus         | Так     | Так       |
| 1934 | Травнева ніч                  | Nuit de mai                     | Так     | Так       |
| 1935 | Дівчина Йоганна               | Das Mädchen Johanna             | Так     |           |
| 1936 | Готель «Савой», 217           | Savoy-Hotel 217                 | Так     |           |
| 1936 | Холодна кров                  | Unter heißem Himmel             | Так     |           |
| 1937 | Розбитий глек                 | Der zerbrochene Krug            | Так     |           |
| 1939 | Материнська любов             | Mutterliebe                     | Так     |           |
| 1940 | Поштмейстер                   | Der Postmeister                 | Так     |           |
| 1940 | На все життя                  | Ein Leben lang                  | Так     |           |
| 1941 | Повернення додому             | Heimkehr                        | Так     |           |
| 1941 | Серце повинне мовчати         | Das Herz muß schweigen          | Так     |           |
| 1947 | Ангел, що оспівав             | Singende Engel                  | Так     | Так       |
| 1948 | Після шторму                  | Nach dem Sturm                  | Так     | Так       |
| 1953 | Капелан Сан-Лоренцо           | Der Kaplan von San Lorenzo      | Так     |           |
| 1954 | Відьма                        | Die Hexe                        | Так     | Так       |
| 1955 | Два блакитні ока              | Zwei blaue Augen                | Так     |           |
| 1957 | Свята і її дурень             | Die Heilige und ihr Narr        | Так     |           |
| 1958 | Священик і дівчина            | Der Priester und das Mädchen    | Так     |           |
| 1960 | Спадщина Бйорндаль            | Das Erbe von Björndal           | Так     |           |

| Рік  | Назва українською        | Оригінальна назва         | Режисер             |
| ---- | ------------------------ | ------------------------- | ------------------- |
| 1920 | Боккаччо                 | Boccaccio                 | Майкл Кертіс        |
| 1920 | Зірка Дамаску            | Der Stern von Damaskus    | Майкл Кертіс        |
| 1920 | Голгофа                  | Golgatha                  | Петер Пауль Фельнер |
| 1921 | Герцогиня Сатанелла      | Herzogin Satanella        | Майкл Кертіс        |
| 1921 | Прихильність фрау Дороті | Frau Dorothys Bekenntnis  | Майкл Кертіс        |
| 1921 | Лабіринт жахів           | Labyrinth des Grauens     | Майкл Кертіс        |
| 1922 | Содом і Гомора           | Sodom und Gomorrha        | Майкл Кертіс        |
| 1923 | Юний Медард              | Der junge Medardus        | Майкл Кертіс        |
| 1923 | Лавина                   | Die Lawine                | Майкл Кертіс        |
| 1924 | Гарун Аль Рашид          | Harun al Raschid          | Майкл Кертіс        |
| 1924 | Місяць Ізраїлю           | Die Sklavenkönigin        | Майкл Кертіс        |
| 1925 | Іграшка з Парижу         | Das Spielzeug von Paris   | Майкл Кертіс        |
| 1926 | Фіакр № 13               | Fiaker Nr. 13             | Майкл Кертіс        |
| 1926 | Чи повинні ми мовчати?   | Dürfen wir schweigen?     | Ріхард Освальд      |
| 1926 | Золотий метелик          | Der goldene Schmetterling | Майкл Кертіс        |
| 1926 | Третій ескадрон          | Die dritte Eskadron       | Карл Вільгельм      |

## Визнання
За постановку фільму «Біженці» (1933) Густав Учицкі став першим німецьким кінематографістом, який був відзначений у Третьому Рейху Державною премією, яку щороку вручав Йозеф Геббельс.
| Нагороди та номінації Густава Учицкі | Нагороди та номінації Густава Учицкі         | Нагороди та номінації Густава Учицкі | Нагороди та номінації Густава Учицкі |
| Рік                                  | Категорія                                    | Фільм                                | Результат                            |
| ------------------------------------ | -------------------------------------------- | ------------------------------------ | ------------------------------------ |
| Венеційський кінофестиваль           |                                              |                                      |                                      |
| 1934                                 | Кубок Муссоліні за найкращий іноземний фільм | Біженці                              | Номінація                            |
| 1935                                 | Кубок Муссоліні за найкращий іноземний фільм | Розбитий глек                        | Номінація                            |
| 1940                                 | Кубок Муссоліні за найкращий іноземний фільм | Поштмейстер                          | Перемога                             |
| 1940                                 | Кубок Муссоліні за найкращий іноземний фільм | Материнська любов                    | Номінація                            |
| 1941                                 | Кубок Муссоліні за найкращий іноземний фільм | Повернення додому                    | Номінація                            |